# Saalenbergkapelle bei Sölden

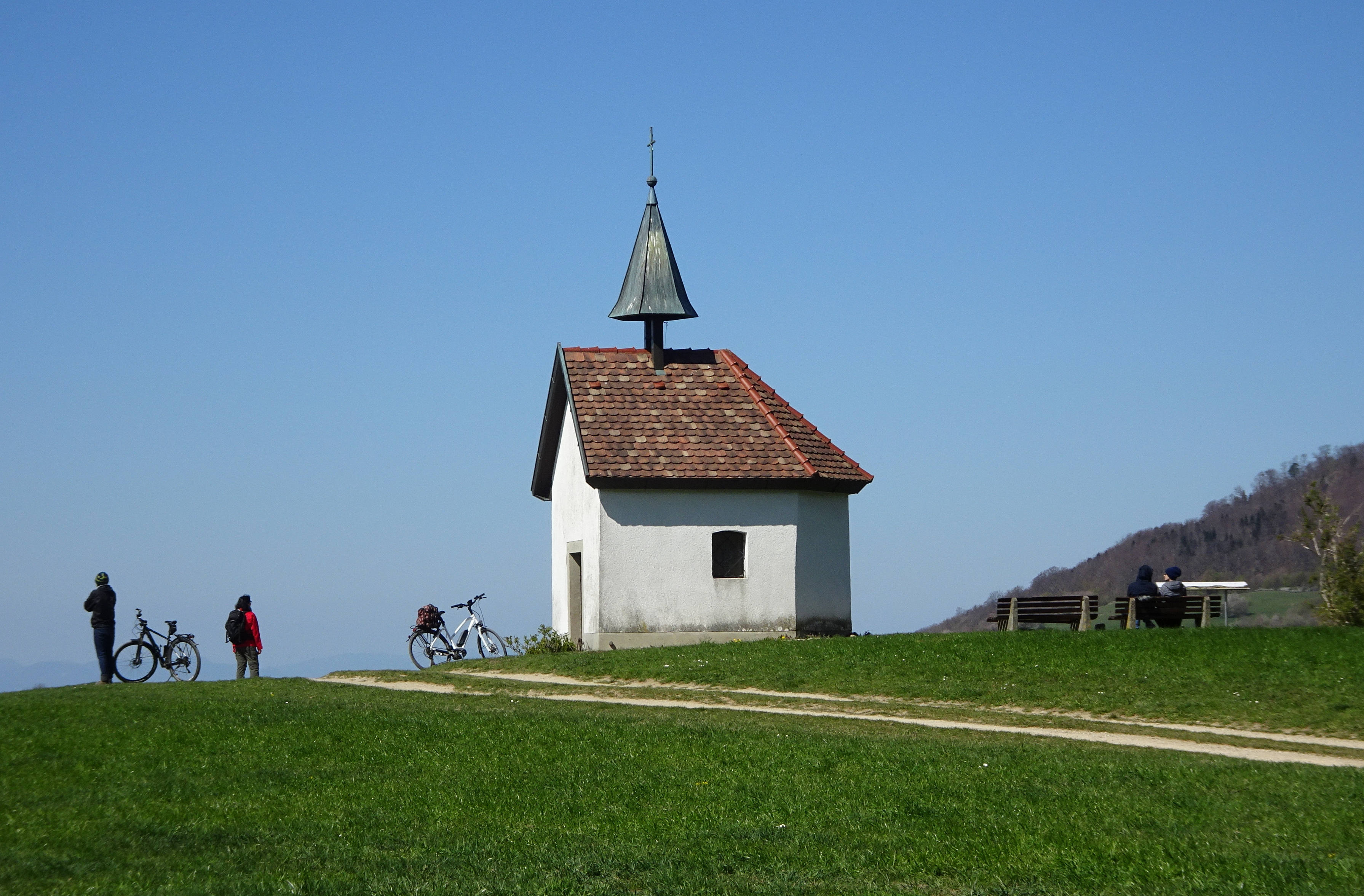
Die Saalenbergkapelle oberhalb Söldens wurde für Wanderer, Radfahrer und Erholungsuchende zu einem beliebten Ausflugsziel

Die römisch-katholische Saalenbergkapelle steht oberhalb der Gemeinde Sölden im Landkreis Breisgau-Hochschwarzwald, am Westabfall des Südlichen Schwarzwalds. Das schlichte Gebäude mit dreiseitigem Chorschluss und Dachreiter mit markantem spitzem Helm wurde 1875 zu Ehren der Schmerzhaften Mutter Gottes errichtet.

## Lage
Die als Weidewiese genutzte Kuppe des Saalenbergs (auch Salenberg geschrieben) erhebt sich 456 m hoch über dem Hexental. Die Tallandschaft südlich von Freiburg im Breisgau trennt den westlich liegenden Schönberg von den Schwarzwaldbergen im Osten. Naturräumlich befindet sich der Bereich um die Kapelle in den Untereinheiten Schneeburg-Hohfirst-Rücken und Hexental und Lorettoberg, die zu der übergeordneten Einheit Freiburger Bucht gehören. Nach Osten geht die Landschaft in die Teileinheit Horbener Rücken des Naturraums Hochschwarzwald über.
Der Saalenberg ist Teil des Landschaftsschutzgebiets Östliches Hexental und des Naturparks Südschwarzwald.

## Geschichte

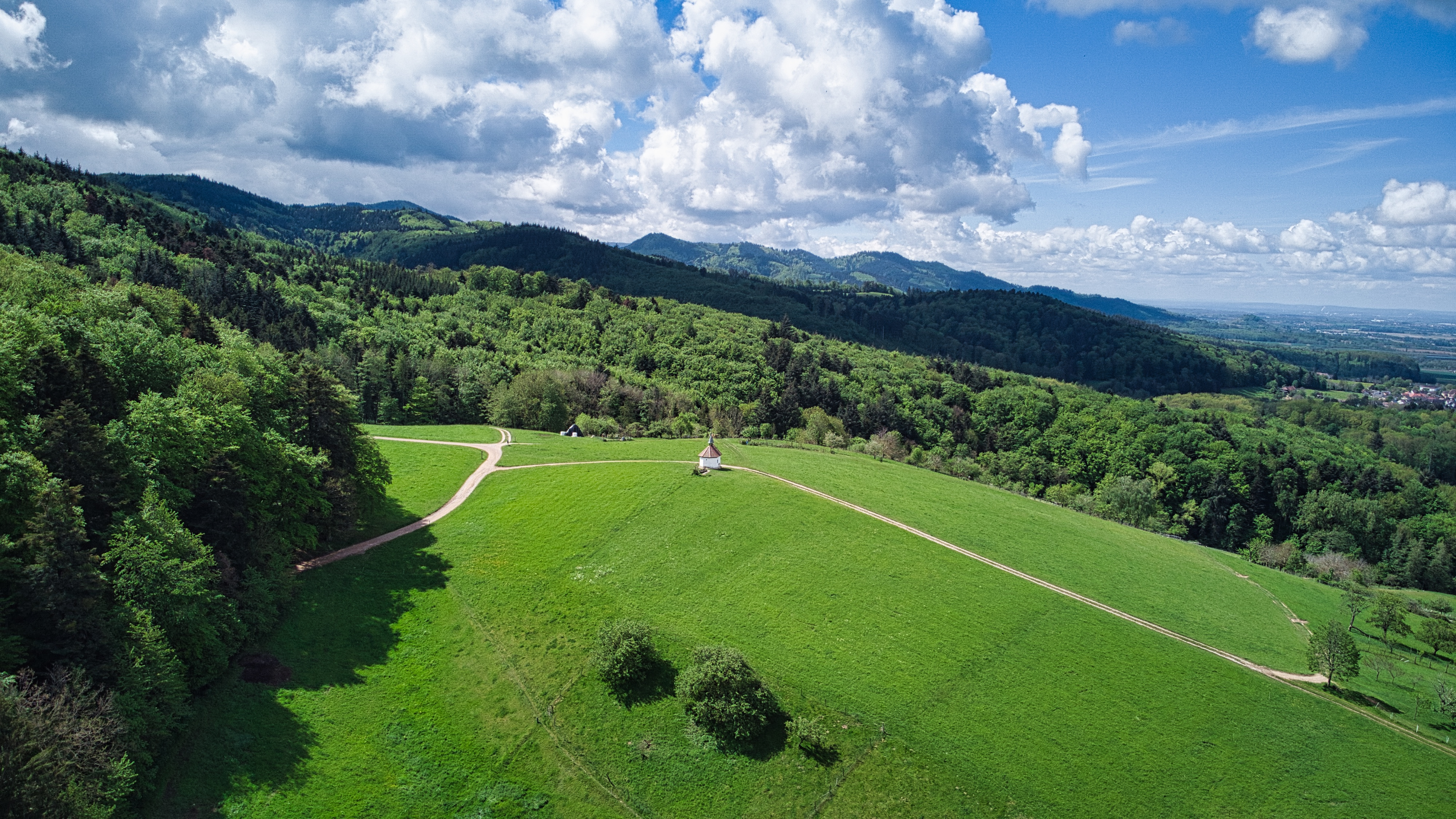
Der Saalenberg mit der Kapelle im Frühling

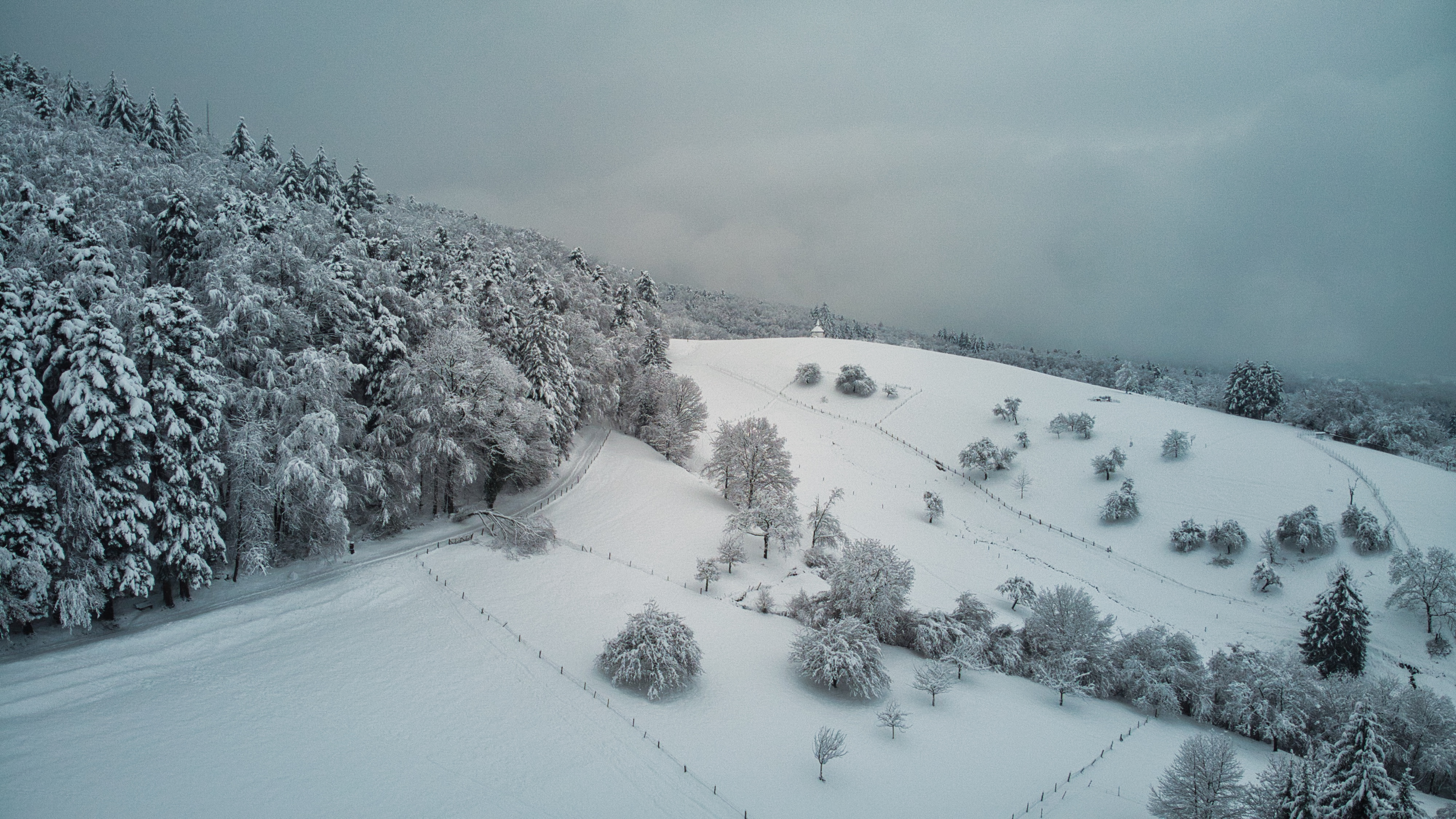
… und im Winter

Ein Text in der Kapelle informiert über das Schicksal der Erbauerin, der Bäuerin des Schwabenhofs. Der bereits im Jahr 1557 erwähnte und noch bewirtschaftete Schwabenhof ist das Elternhaus des römisch-katholischen Geistlichen und Heimatforschers Franz Kern, eines Ehrenbürgers Söldens.
Die Schwabenhofbäuerin Fides Franz – Tochter von Monika Schwab und Josef Tröscher – war mit dem Ratschreiber der Gemeinde Sölden Augustin Franz verheiratet. Alle ihre sieben Kinder starben an ansteckenden Krankheiten. Ihr letztes Kind nahm ihr der Tod im Jahr 1874 und kurz danach starb auch ihr Mann. Er wurde nur 45 Jahre alt. In diesen Jahren, von 1867 bis 1874, starben auch die vier auf dem Hof lebenden Geschwister Schwab. Sie waren Tanten und Onkel der Bäuerin.
„So bewegten sich innerhalb von sieben Jahren zwölf Leichenzüge vom Schwabenhof zum Gottesacker im Schatten der Pfarrkirche.“ Die Bäuerin „zerbrach jedoch unter der Wucht der Heimsuchungen nicht. Sie nahm als fromme Marienverehrerin ihre Zuflucht zur Schmerzhaften Mutter Gottes, erwarb hier oben den Platz und ließ auf dem schönsten Aussichtspunkt der Söldener Gemarkung die Marienkapelle erbauen, die am Fest Mariä Geburt, dem 8. September 1875, eingeweiht wurde.“
Die Bäuerin stiftete außerdem im Jahr 1879 die große siebeneinhalb Zentner schwere Glocke für die Söldener Pfarrkirche. Sie kostete 1130 Goldmark und musste im Ersten Weltkrieg abgeliefert werden und wurde eingeschmolzen.
Fides Franz starb am 2. Februar 1889 im Alter von 58 Jahren. Mit ihrem Tod erlosch der Name „Schwab“ im Ort. Nur der Hof, neben der zum Naturdenkmal erklärten Linde im Oberdorf, erinnert noch mit seinem Namen „Schwabenhof“ an die Familie.
Im Jahr 1899 wurde die Kapelle umfassend renoviert. Seit dieser Zeit trägt ein auf dem Dachfirst aufsitzendes Türmchen eine in Karlsruhe gegossene Glocke mit der Aufschrift „Trösterin der Betrübten bitte für uns!“ Auf einem schlichten Altartisch steht hinter einem schmiedeeisernen Gitter eine Marienstatue, eine Madonna mit dem Jesuskind auf dem rechten Arm. Das linke Fenster der Kapelle zeigt ein Kreuz, das rechte die Anfangsbuchstaben A M für „Ave Maria“. Im Inneren erinnern Gedenktafeln an die Gefallenen des Ersten und Zweiten Weltkriegs.
Die im Privatbesitz befindliche Kapelle kann besucht werden. Ein Aussichtspunkt nahe der Kapelle auf der Kuppe des Saalenbergs bietet eine Rundumsicht über das Hexental bis nach Staufen im Süden und Freiburg im Norden, worüber eine Panoramatafel informiert. Über den Saalenberg führen der „Zähringer Wanderweg“, ein rund 75 Kilometer langer Fernwanderweg, der die Zähringerstädte Neuenburg am Rhein, Freiburg und St. Peter miteinander verbindet, der „Hexental-Rundweg“, der zwischen Merzhausen und Bollschweil mit einer Streckenlänge von rund 18 Kilometer verläuft, sowie der etwa 10 Kilometer lange „Erlebnispfad Hexental“ von Au nach Bollschweil.